# Деренков, Андрей Степанович
Андрей Степанович Деренков (1858—1953) — купец первой гильдии, революционер, сын крепостного крестьянина Владимирской губернии Степана Деренкова, брат Марии Степановны Деренковой, один из основных героев повести Максима Горького «Мои университеты», далее на основе повести сняли фильм «Мои университеты». Он имел небольшую бакалейную лавку на Старо-Горшечной улице (ныне ул. Щапова), затем открыл булочную на Мало-Лядской улице, в которой подручным работал Алеша Пешков (будущий великий писатель Максим Горький).
Владел запрещенной по тем временам богатой библиотекой, поддерживал прогрессивную молодёжь: помогал деньгами, давал кров и работу, делился запрещённой в те годы литературой.